# Santuario (Córdoba)
Santuario es un barrio perteneciente al distrito Sureste y que se sitúa en la parte oriental de la ciudad de Córdoba, junto al barrio de Fuensanta, lindando por el sur con la Ronda Sur de Córdoba.

## Historia

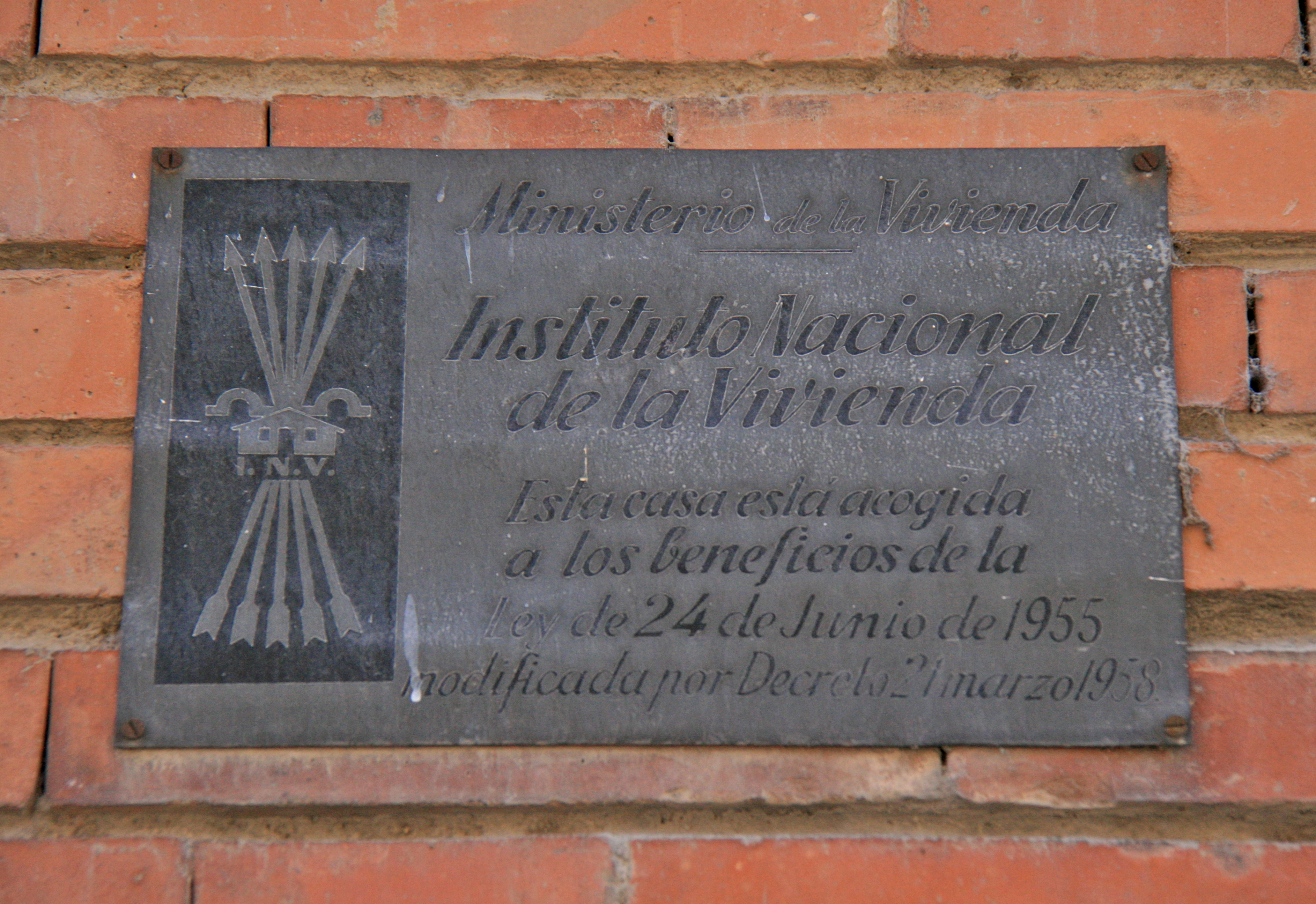
Cartel del Instituto Nacional de la Vivienda.

La promotora para la construcción de este barrio fue la Constructora Benéfica de Viviendas de la Caja de Ahorros de Córdoba, que inicia su construcción en el año 1968 contando con la ayuda económica del Instituto Nacional de la vivienda.
Se construyeron 4.000 viviendas económicas de entre 50 y 120 metros cuadrados y de 4 plantas de altura, que permitió a muchas familias cordobesas poder contar con una vivienda. Fruto de esta labor, se creó también el Club Santuario ofertando a los vecinos las instalaciones deportivas y club social, situadas en la calle Nuestra Señora de Belén.
Al barrio lo componen unos 862 pisos distribuidos en 56 bloques de cuatro plantas con 16 o 15 viviendas cada uno.
Se dispone a lo largo de una línea de manzanas de cinco bloques cada una, dispuestas perpendicularmente a la avenida de la Virgen del Mar con aparcamientos y jardines alternados en los espacios interbloque. La gestión de los jardines se lleva a cabo de manera autogestionada mediante cuotas que pagan las diferentes comunidades de vecinos del barrio.

## Equipamiento
Se considera uno de los barrios mejores dotados de Córdoba. Además, dada la ausencia de locales comerciales en las viviendas, se localizan en el barrio unos locales comerciales que prestan casi todos los servicios necesarios.
- Centro cívico municipal Fuensanta
- IDM Santuario
- CEIP Fernán Pérez de Oliva
- CEIP Calderón de la Barca
- CDP Academia Lope de Vega
- CDP San Rafael
- Iglesia de San Rafael
- Asociación Vecinal (http://www.avvsantuario.es)

AVV del barrio Santuario muy activa desde los orígenes del barrio. Destaca por haber sido la primera en emplear el sistema de reciclado que posteriormente se extendería a toda Córdoba y por haber sido pionera impulsado el saneamiento de viviendas y la instalación de ascensores en el barrio.

## Transportes

### Líneas de autobús

Trazado de Autovía del Sur.

- Calle Calderón de la Barca: 3 15
- Avenida de la Fuensanta: 3 15
- Avenida Ministerio de la Vivienda: 15
- Plaza Santa Emilia de Rodat: 4
- Acera Alonso Gómez de Figueroa: 4
- Avenida Virgen del Mar: 3
- Calle San Martín de Porres: 3

### Líneas de autobús próximas
- Avenida Virgen Milagrosa: 4 7

### Carreteras
- La autovía del sur que forma parte de la ruta europea E05 conecta el barrio con la red nacional de carreteras.

## Economía
El barrio del Santuario fue identificado como un barrio vulnerable por un informe del Ministerio de Fomento del año 2001. 
Este barrio se ha incluido en este estudios por sus elevadas tasas de paro (28,95%) y población sin estudios (26,04%), muy superiores a los valores de referencia (21,30% y 22,95% respectivamente). Estos indicadores se acompañas de altas tasas de ocupados eventuales (38,77%). A pesar de que como se ha expresado en repetidas ocasiones el marco municipal y autonómico parte ya de índices elevados respecto a los indicadores de vulnerabilidad socioeconómica, en este caso se superan con diferencia muchos de ellos.
Destaca en el barrio el alto índice de ancianos de más de 74 años (13,23%) que duplica el municipal (6,14%).

## Fiestas populares

### Carrera popular de la Fuensanta
La carrera popular de la Fuensanta es una de las clásicas y más antiguas del circuito cordobés y suele celebrarse alrededor del 22 de septiembre. La prueba reina consta de un circuito urbano de 3,5 kilómetros, al que hay que dar dos vueltas para completar los 7000 metros de recorrido y es una carrera -puntuable en el Ranking Cruzcampo y Coca Cola. El trazado comienza en la calle Nuestra Señora de Belén y recorre el perímetro del barrio del Santuario y parte del barrio del Arcángel.

### Semana cultural
En las primeras semanas de octubre la asociación de vecinos del santuario celebra la semana cultural en la que se realizan exposiciones muestras artísticas y artesanales realizadas por los propios vecinos. El cine también es una parte importante del evento y se realizan proyecciones en el centro cívico. La plaza del lago se convierte en punto de encuentro para niños y mayores con la realización de juegos populares, paseos en bicicleta y el concurso de peroles como colofón.

### Velá de la Fuensanta
Conocida entre los cordobeses también como La Velá, la Feria de la Fuensanta se celebra todos los años en torno al día 8 de septiembre, siendo en Córdoba este día festivo en honor a la patrona de la ciudad, la Virgen de la Fuensanta. La Velá es organizada por el consejo de distrito sureste con la colaboración entre otros de la AVV Santuario. 
Los orígenes de la feria habría que buscarlos con anterioridad al año 1789. Fue en este año cuando por motivos de excesos y escándalos, un real decreto ordenó la suspensión de la celebración de ferias en el municipio cordobés, incluyendo en esta prohibición la Feria de la Fuensanta que en los siglos pasados también fue conocida como Feria de Otoño. 
Lugar tradicional de su celebración son los alrededores de la iglesia de la Fuensanta aunque en los años 1804 y 1835, la feria fue celebrada en la cercana plaza de la Magdalena por las epidemias que tuvieron lugar en estos años.
Característico de esta feria es que existen diferentes puestos donde los visitantes, sobre todo los niños, suelen comprar campanitas de cerámica que solo se pueden comprar en estas fechas. Además, para los más pequeños se montan diversas atracciones donde los caballitos, coches de tope o el tren de la bruja no faltan. Para los mayores se montan casetas donde se sirven platos tradicionales de la cocina cordobesa, tapas, vino y churros con chocolate. Naturalmente, hay escenarios para actuaciones en directo y se celebran competiciones deportivas.
Como los orígenes de la feria son religiosos, forma parte de la tradición que los visitantes entren en el Santuario de Nuestra Señora de la Fuensanta para hacer honor a la Virgen. Otra costumbre de origen pagano es la visita del Caimán de la Fuensanta que se encuentra expuesto en una pared lateral del santuario junto a una costilla de ballena cuya leyenda cuenta que un año hubo una crecida enorme del río Guadalquivir y el caudal del agua trajo un caimán que sembró el pánico entre los cordobeses.

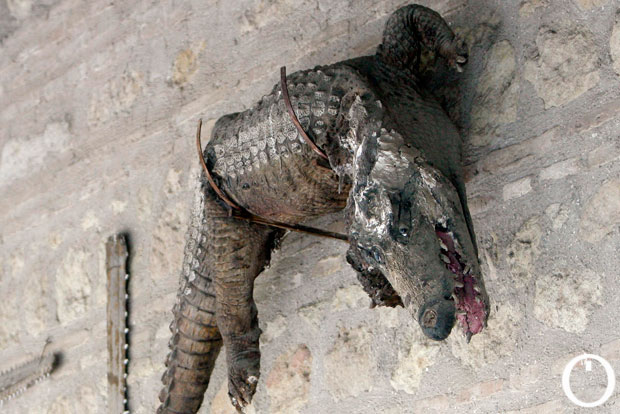
Caimán de la Fuensanta

El caimán atacó y devoró a numerosas víctimas hasta que un cojo se ofreció para acabar con el animal. Estudió previamente el comportamiento del caimán para luego esperarlo en un árbol con su muleta y un pan abogado. El olor a pan despertó el hambre del caimán que enseguida abrió la boca para engullirlo. El cojo aprovechó ese preciso instante para clavarle su bastón entre las mandíbulas abiertas y luego matarlo. Una vez disecado se colocó el reptil como exvoto en el patio del santuario donde también se conserva aún el bastón que causó la muerte del animal.
Una versión más plausible de la historia asegura que el caimán fue traído de América junto a la costilla de una ballena, la concha o carapacho de una tortuga, una sierra del pez de este nombre y otras cuantas cosas remitidas como recuerdo por viajeros cordobeses aunque muchos aún se niegan a creerlo pese a los escritos de los historiadores.
Otros actos centrales de la Velá son las denominadas Sardiná y Salmorejá que, como su nombre indica, consisten en la degustación popular de sardinas o salmorejo de manera gratuita.

### Carnaval
El carnaval es un tipo de fiesta popular en Europa y América. Por lo general, consiste en un período en el que los habitantes de la ciudad salen disfrazados (incluso enmascarados o con maquillaje) y se encuentran para cantar, bailar, hacer música en las calles, lanzar confeti y serpentinas y desplazarse posiblemente alrededor de un desfile. En el barrio del Santuario tienen una larga tradición y sus vecinos participan activamente siendo allí conocidos como "los Carnavales". Tiene lugar inmediatamente antes de la Cuaresma cristiana (que se inicia con el miércoles de Ceniza), y que tiene fecha variable (entre febrero y marzo según el año). Tradicionalmente comienza un jueves (jueves lardero) y acaba el martes siguiente (martes de carnaval).

### Halloween

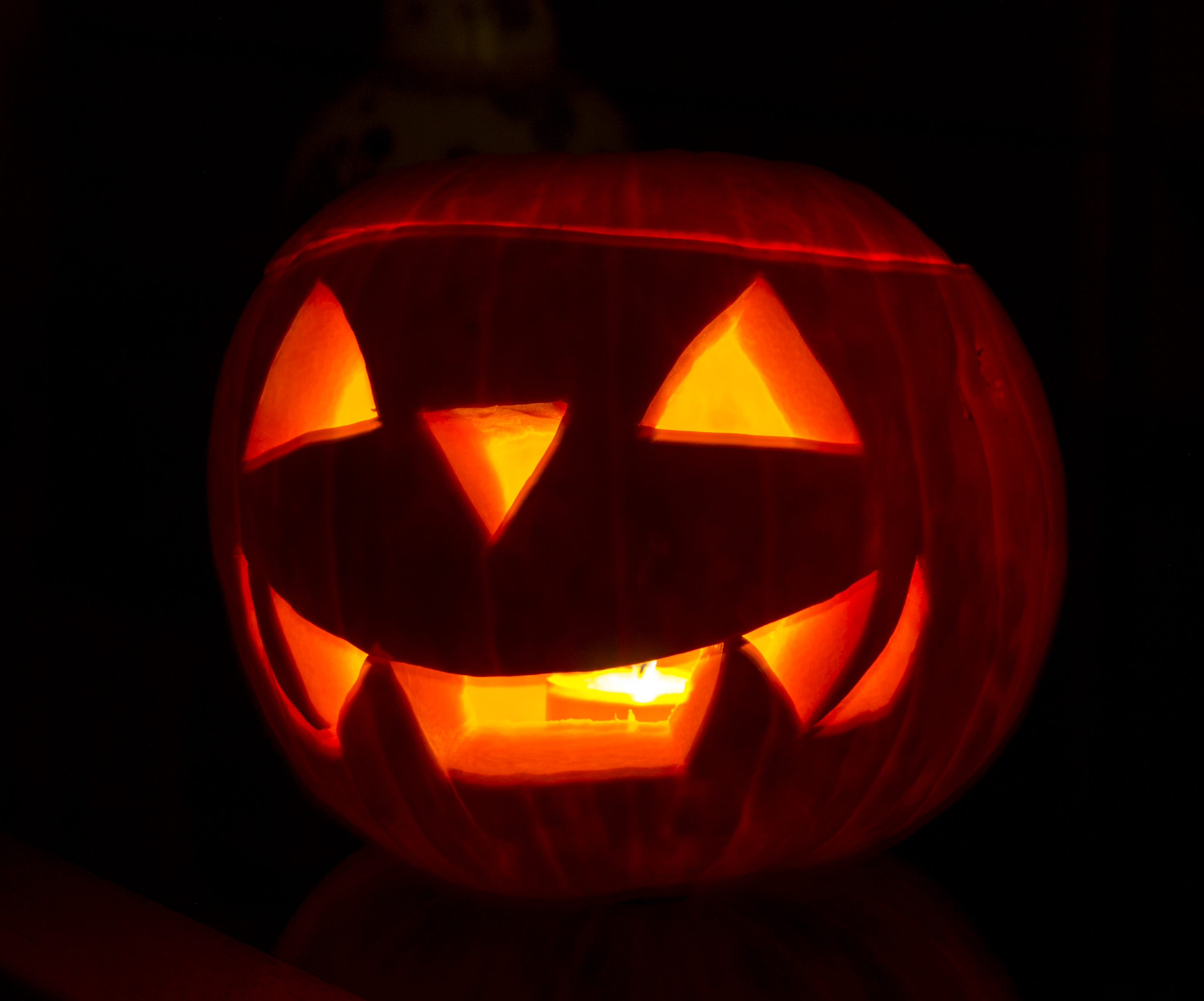
Típica calabaza de Halloween.

Halloween (contracción del inglés All Hallows' Eve, en español: «Víspera de Todos los Santos»), también conocido como Noche de Brujas o Noche de Víspera de Difuntos, es una celebración moderna heredera de la fiesta del fin de verano de origen celta llamada Samhain. En el barrio del Santuario los jóvenes han decidido importar el modo con el que Estados Unidos concibe Halloween celebrándolo con fiestas y disfraces la noche del 31 de octubre al 1 de noviembre. El hecho de que esta fiesta haya llegado hasta nosotros es, en cierta medida, gracias al enorme despliegue comercial y la publicidad engendrada en el cine estadounidense.

## Vecinos ilustres
- Rafael Sarazá Padilla (1933-2016), abogado.[9]
- Luisa Jimena Fernández (nacida 1936), profesora y activista.[10]
- Luz Valdenebro (nacida 1975), actriz.
- Rafael Muñoz Camacho, "Rafalito el de la armónica" (1947-2018), Músico.[11]
- María Jesús Díaz Moreno (nacida 1977), modelo.
- Mario Díaz (nacido 1981), Cantante.
- Alberto Toril (nacido 1973), Exfutbolista y entrenador.
- Jorge Carmona (nacido 1978), Músico.
- Rafael Fernández (nacido 1977), Exfutbolista.[12]
- José María Luque Ruiz "Pepe Ciclo" (nacido 1964), payaso y artista circense.[13]
- Óscar Martín Martínez  (nacido 1977), informático y activista.[14]